# Kapfenstein
Kapfenstein osztrák község Stájerország Délkelet-stájerországi járásában. 2017 januárjában 1577 lakosa volt. 

## Elhelyezkedése

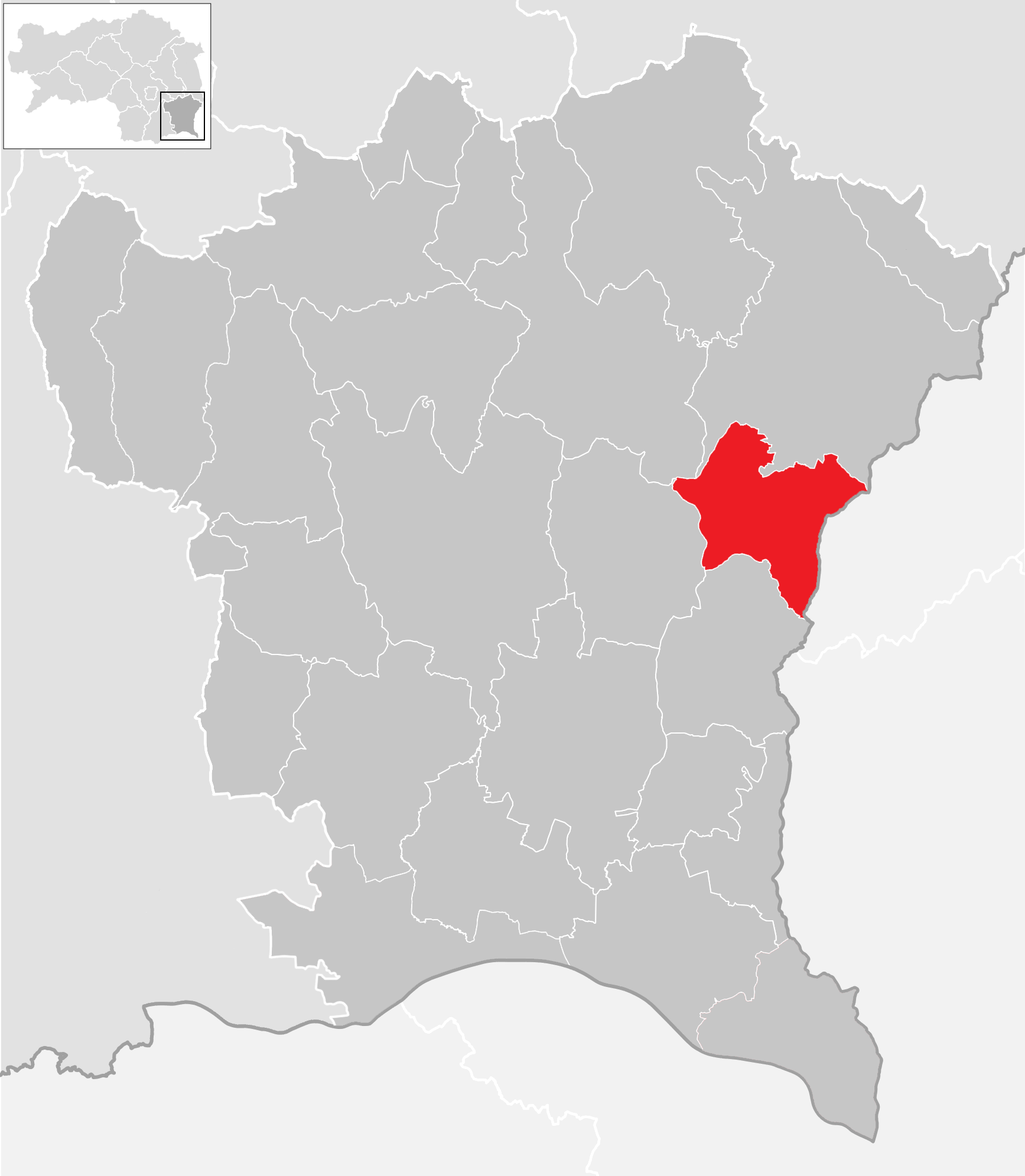
Kapfenstein a Délkelet-stájerországi járásban

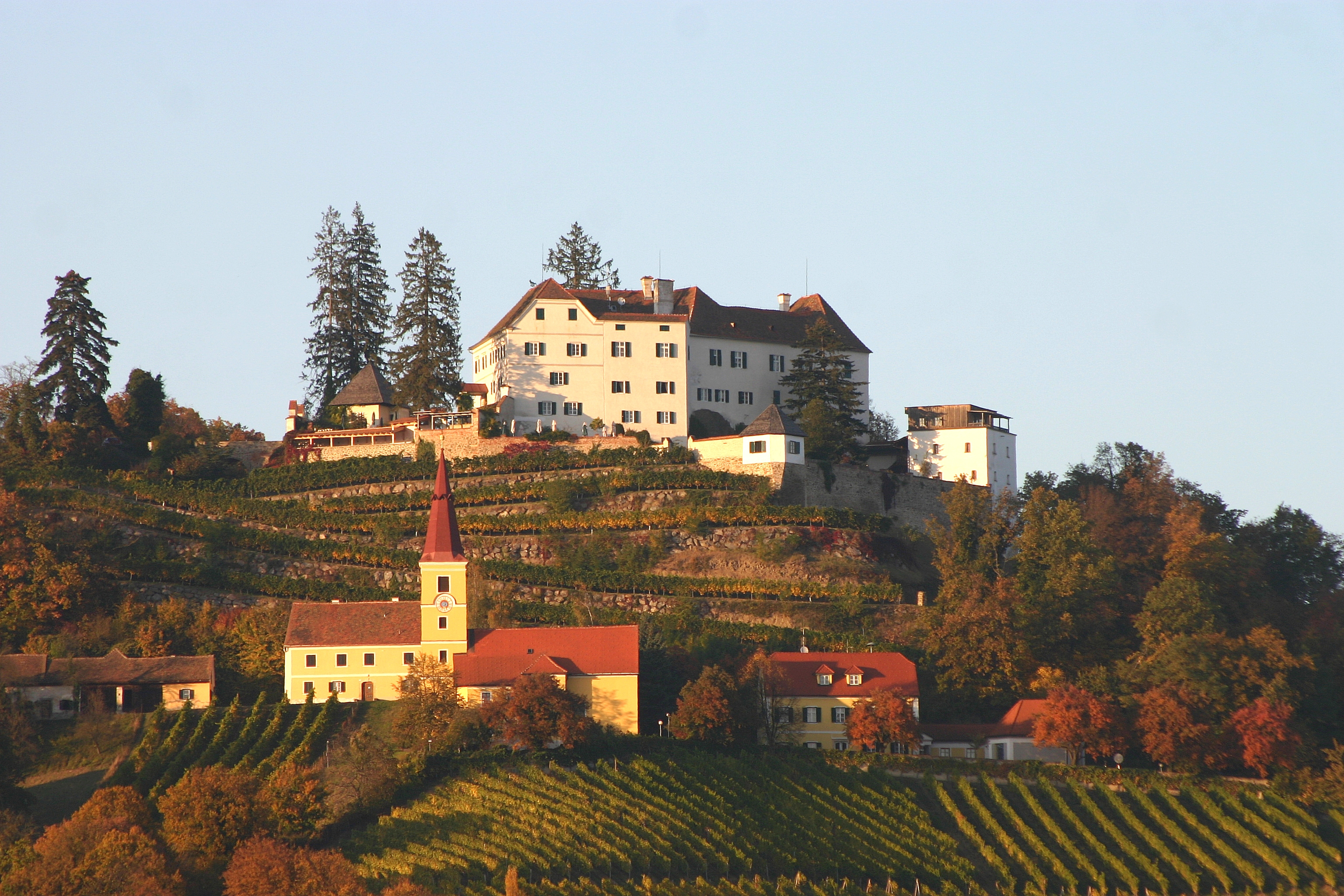
A vár és a Szt. Miklós-templom

Kapfenstein a Kelet-Stájerország régióban, a Keletstájer-dombvidéken fekszik, mintegy 45 km-re délkeletre Graztól. Az önkormányzat 7 települést egyesít, valamennyit a saját katasztrális községében: Gutendorf (177 lakos), Haselbach (179), Kapfenstein (445), Kölldorf (271), Mahrensdorf (160), Neustift (225), Pichla (133).
A környező önkormányzatok: délre Sankt Anna am Aigen, délnyugatra Bad Gleichenberg, északnyugatra Feldbach, északra Fehring, északkeletre Malomgödör, délkeletre Vasdobra (utóbbi kettő Burgenlandban).

## Története
Kapfenstein várát először 1065-ben említik. A bazaltkúpra emelt, jól védhető várat a von Caphenstein család építette a 10-11. században és a magyarokkal szembeni határerődlánc egyik elemét képezte. 1238-ban IV. Béla magyar király elfoglalta és lerombolta; ezután újjáépítették. 1362-ben a Walsee-család birtokába került, majd az évszázadok során többször is gazdát cserélt. 
1584-1799 között a Lengheim-nemzetségé volt, akik jelentősen kibővítették az erődöt. A vár egy uradalom központjául szolgált, amely többek között Kapfenstein, Mahrensdorf, Gutendorf, Windisch Kölldorf, Neustift és Höflach falvakat foglalta magába. Határvárként a törökök, majd a Rákóczi-szabadságharc alatt a kurucok többször is megostromolták, de bevenni nem sikerült. 
A Lengheimek későbbi nemzedékei elhanyagolták a várat és több kézen keresztül 1916-ban a Winkler-Hermaden családhoz került akik 1968-ban szállodát és éttermet rendeztek be az épületben.

## Lakosság

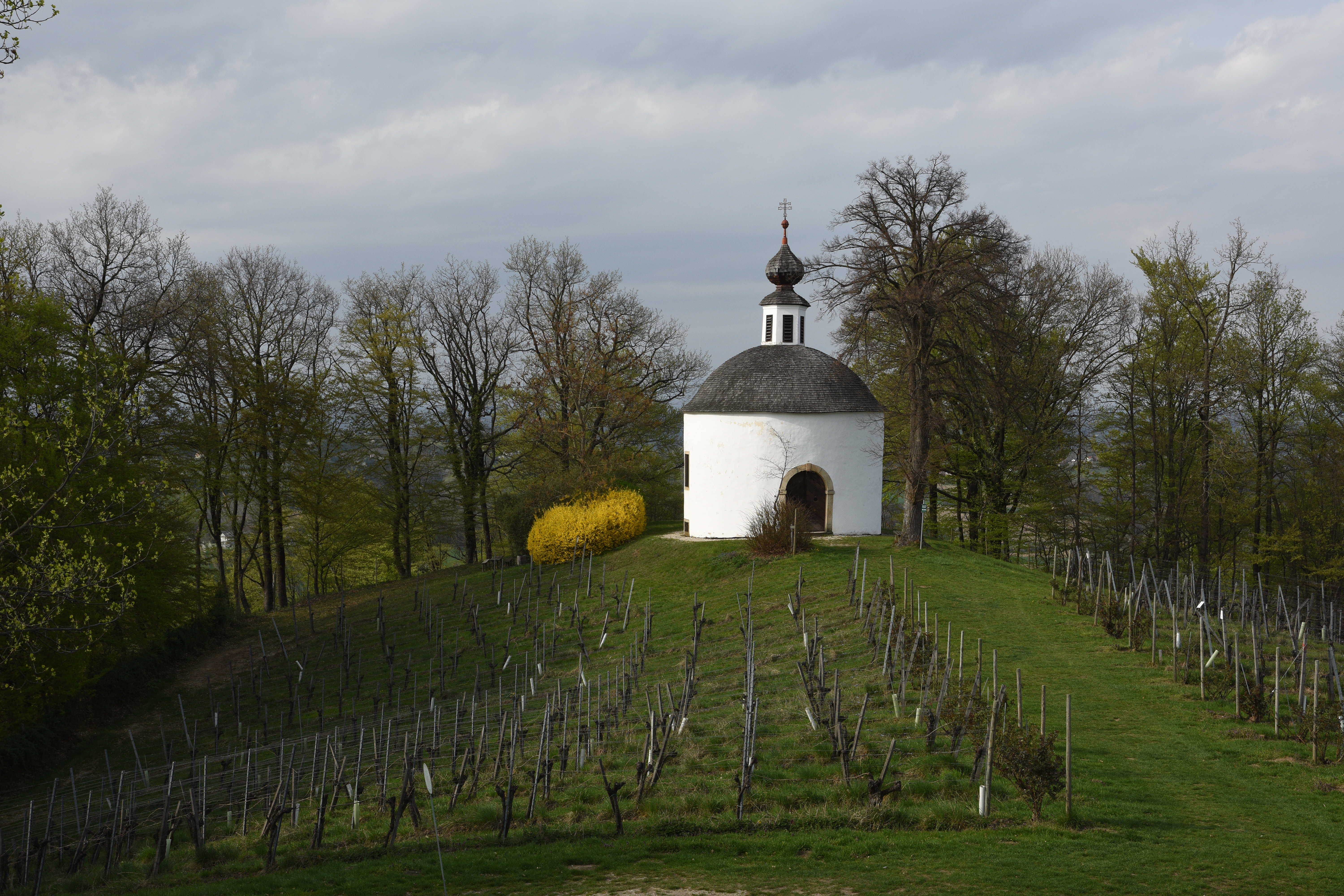
A mahrensdorfi Jézus szíve-kápolna

A kapfensteini önkormányzat területén 2017 januárjában 1577 fő élt. A lakosságszám 1890-ben érte el a csúcspontját 2299 fővel, azóta lassan, de egyenletesen csökken. 2015-ben a helybeliek 98,2%-a volt osztrák állampolgár; a külföldiek közül 0,8% a régi (2004 előtti), 0,8% az új EU-tagállamokból érkezett. 2001-ben a lakosok 98,4%-a római katolikusnak, 0,6% evangélikusnak, 0,8% pedig felekezet nélkülinek vallotta magát. 

## Látnivalók
- Kapfenstein vára
- a Szt. Miklós-plébániatemplom
- a mahrensdorfi Jézus szíve-kápolna

## Fordítás
- Ez a szócikk részben vagy egészben  a   Kapfenstein című német Wikipédia-szócikk ezen változatának fordításán alapul.  Az eredeti cikk szerkesztőit annak laptörténete sorolja fel. Ez a jelzés csupán a megfogalmazás eredetét és a szerzői jogokat jelzi, nem szolgál a cikkben szereplő információk forrásmegjelöléseként.